# Mitohondrijska toksičnost
Mitohondrijska toksičnost je stanje, ko so mitohondriji telesnih celic uničeni ali pa njihovo število znatno upade; do tega prihaja pri uporabi določenih protivirusnih zdravil, ki se uporabljajo za zdravljenje okužbe z virusom HIV. 

## Vzroki
Natančni vzroki mitohondrijske toksičnosti niso znani, vendar so raziskave pokazale, da določene skupine protivirusnih zdravil, ki se uporabljajo pri zdravljenju okužbe s HIV-om, predvsem t. i. nukleozidni analogi zaviralcev reverzne transkriptaze (NRTI), vplivajo na encim, potreben za produkcijo mitohondrijev v celicah.

## Simptomi
Zaradi motenega delovanja celičnih funkcij, ki je posledica škodljivega učinka na mitohondrije, se lahko izrazijo blagi do hudi simptomi. Najpogosteje opaženi simptom je mišična šibkost (miopatija). Drugi simptomi so še periferna nevropatija (ki se kaže kot otrplost prstov na rokah in nogah), pankreatitis (vnetje trebušne slinavke) in najhujši zaplet laktična acidoza, pri kateri pride do nastajanja mlečne kisline v tkivih in kar vodi v energetske izgube, organskih odpovedi in lahko celo do smrti.